# 美國眾神 (電視劇)
《美國眾神》（英語：American Gods）是一部由Starz頻道首播的美國奇幻電視劇，由布萊恩·富勒和邁克爾·格林創作，改編自英國奇幻作家尼爾·蓋曼的同名小說。第一季由富勒和格林擔任節目統籌，並於2017年4月30日首播。第二季的統籌工作由傑西·亞歷山大負責，而查爾斯·H·伊格里則將擔任第三季的節目統籌。
2017年5月，《美國衆神》獲訂第二季，並於2019年3月10日首播，則在接下來的一周續訂本劇第三季。2021年3月，本劇因收視不佳在第三季後被取消。

## 演員與角色

### 主要演員
- 瑞奇·惠特爾 飾 月影[2]

刑滿釋放人員，身有神力而不自知，被星期三先生雇为贴身保鏢
- 伊恩·麥克夏恩 飾 星期三先生（Mr. Wednesday）[3]

化身詐騙高手的北歐舊神奧丁，舊神勢力領袖，此前曾在芝加哥经营夜间秀场
- 艾蜜莉·布朗寧 飾 月蘿拉（Laura Moon）[4]

月影之妻，丈夫服刑期間與其好友偷情，爾後兩人出車禍身亡
- 耶蒂德·布達基（英语：Yetide Badaki）[5][6]飾 比爾奎絲（Bilquis）

示巴女王，非洲女愛神，舊神，現依賴約炮軟體獲取祭獻
- 布魯斯·蘭利（英语：Bruce Langley） 飾 技術小子（Technical Boy）

科技新神，發跡於20世紀中葉，第二季經歷變故重生為量子小子（Quantum Boy）
- 克斯賓·葛洛佛 飾 世界先生（Mr. World）[7]

全球化新神和新神勢力領袖，試圖帶領新神消滅舊神勢力
- 帕布羅·薛伯 飾 瘋子斯威尼（Mad Sweeney）

爱尔兰矮妖和瘋王希夫内，誤以爲自己欠星期三一場戰爭而爲其效勞
- 穆薩·克拉許（英语：Mousa Kraish） 飾 鎮尼[8]

中東裔出租車司機，伊斯蘭教中無烟之火的神秘存在，因缺乏信徒、擔心自身安危而準備逃離美國（第一季常設，第二季主演）
- 歐米德·阿塔西 飾 薩利姆（Salim）

來自中東的雜貨推銷員，一對命途多舛的愛人中的一半，后成爲鎮尼伴侶（第一季常設，第二季主演）
- 奧蘭多·瓊斯 飾 南西先生（Mr. Nancy）

化身裁縫的西非阿散蒂詭術之神、蜘蛛人阿南西，舊神（第一季常設，第二季主演）
- 蒂摩爾·巴尼斯（英语：Demore Barnes） 飾 艾比斯先生（Mr. Ibis）

故事和文藝守護者，埃及神話中的智慧之神托特，舊神（第一季常設，第二季主演）

### 常設演員
- 吉蓮·安德森 飾 媒體女神（Media）

新神發言人，劇中化身為露西·里卡多、瑪麗蓮·夢露、大衛·寶兒和茱地·嘉蘭等著名人物（第一季）
- 喬納森·塔克 飾 “低調的萊斯密”（Low-Key Lyesmith）

化身月影瞎子獄友的北歐舊神洛基（第一季）
- 彼得·斯特曼 飾 切尔诺博格（英语：Chernobog）

斯拉夫神話中的「黑神」，代表黑暗、死亡與邪惡，懷疑星期三召集舊神反攻的動機
- 克蘿麗絲·利奇曼 飾 佐尔娅·韦切尔恩娅娅（Zorya Vechernyaya）

斯拉夫神話中昏星的化身，佐尔娅三姊妹中的大姐，相當於羅馬神話中的黎明女神之一
- 瑪莎·凱利（英语：Martha Kelly） 飾 佐尔娅·乌特连恩娅娅（Zorya Utrennyaya）

斯拉夫神話中晨星的化身，三姊妹中的二姐，在原著和劇集中與姊妹一道守護星辰，看守被遺忘在北極星的恐懼翼獸西馬爾格
- 艾麗嘉·考奇茲朱思（英语：Erika Kaar） 飾 佐尔娅·波卢諾坚恩阿娅（Zorya Polunochnaya）

佐爾婭三姊妹中的三妹，出生並屬於午夜，代表「午夜之星」，從未見過生父太陽神達日博格，尼爾·蓋曼虛構的神話人物
- 克里斯·奧比（英语：Chris Obi） 飾 雅克爾先生（Mr. Jacquel）

埃及死亡之神阿努比斯，舊神
- 科賓·本森 飾 兀兒肯（Vulcan）

羅馬火神，在美國因代表槍械而獲得信徒與新生，受星期三委托爲其鍛造永恆之槍
- 克莉絲汀·錢諾維斯 飾 埃阿丝特[g]

日耳曼神话中的黎明女神，象征着复活节与春天的到来，旧神
- 傑里米·戴維斯（英语：Jeremy Davies） 飾 初版耶穌（Jesus Prime）
- 康法丹斯（英语：Conphidance） 飾 奧柯耶（Okoye）

大西洋贩奴船上伤痕累累、带头反抗的非洲黑奴
- 丹尼·庫克 飾 羅比

月影最佳好友，與其妻蘿拉偷情並一同死於車禍
- 貝絲·格蘭特（英语：Beth Grant） 飾 傑克

星期三招募月影时所在酒吧的掌柜

## 劇集列表

### 第一季（2017）
| 總集數 | 集數 （季） | 標題                                      | 導演                | 劇本創作                                      | 首播日期      | 美國收視人數 （百萬） |
| ------ | ----------- | ----------------------------------------- | ------------------- | --------------------------------------------- | ------------- | --------------------- |
| 1      | 1           | 骸骨園 The Bone Orchard                   | 大衛·史雷德         | 布萊恩·富勒 & 邁克爾·格林                     | 2017年4月30日 | 0.975                 |
| 2      | 2           | 糖匙祕 The Secret of Spoons               | 大衛·史雷德         | 布萊恩·富勒 & 邁克爾·格林                     | 2017年5月7日  | 0.710                 |
| 3      | 3           | 雪滿頭 Head Full of Snow                  | 大衛·史雷德         | 布萊恩·富勒 & 邁克爾·格林                     | 2017年5月14日 | 0.716                 |
| 4      | 4           | 無蠅 Git Gone                             | 克雷格·卓貝         | 布萊恩·富勒 & 邁克爾·格林                     | 2017年5月21日 | 0.631                 |
| 5      | 5           | 全新的你 Lemon Scented You                | 文森佐·納塔利       | 大衛·格拉齊亞諾                               | 2017年5月28日 | 0.666                 |
| 6      | 6           | 眾神聚 A Murder of Gods                   | 亞當·凱恩           | Seamus Kevin Fahey；布萊恩·富勒 & 邁克爾·格林 | 2017年6月4日  | 0.607                 |
| 7      | 7           | 為瘋子斯維尼祈禱 A Prayer for Mad Sweeney | 亞當·凱恩           | Maria Melnik                                  | 2017年6月11日 | 0.629                 |
| 8      | 8           | 來到耶穌那裏 Come to Jesus                | 芙羅莉亞·西基斯蒙迪 | 貝卡·布朗斯泰特；布萊恩·富勒 & 邁克爾·格林    | 2017年6月18日 | 0.774                 |

### 第二季（2019）
| 總集數 | 集數 （季） | 標題                                          | 導演                     | 劇本創作                               | 首播日期      | 美國收視人數 （百萬） |
| ------ | ----------- | --------------------------------------------- | ------------------------ | -------------------------------------- | ------------- | --------------------- |
| 9      | 1           | 凌岩閣 House on the Rock                      | Christopher J. Byrne     | 傑西·亞歷山大 & 尼爾·蓋曼              | 2019年3月10日 | 0.520                 |
| 10     | 2           | 魅男子 The Beguiling Man                      | 弗雷德里克·E·O·托伊      | Tyler Dinucci & Andres Fischer-Centeno | 2019年3月17日 | 0.348                 |
| 11     | 3           | 神鴉霧尼 Muninn                               | 黛博拉·周                | 希瑟·貝爾森                            | 2019年3月24日 | 0.329                 |
| 12     | 4           | 史上最偉大的故事 The Greatest Story Ever Told | 絲泰西·帕松              | Peter Calloway & 阿迪提·布倫南·卡皮爾  | 2019年3月31日 | 0.336                 |
| 13     | 5           | 亡者之道 The Ways of the Dead                 | 莎莉·理查德森-惠特菲爾德 | 羅德尼·巴恩斯                          | 2019年4月7日  | 0.306                 |
| 14     | 6           | 神力多納爾 Donar the Great                    | 瑞秋·塔拉蕾              | Adria Lang                             | 2019年4月14日 | 0.240                 |
| 15     | 7           | 金烏之琛 Treasure of the Sun                  | 帕科·卡貝薩斯            | 希瑟·貝爾森                            | 2019年4月21日 | 0.318                 |
| 16     | 8           | 月影 Moon Shadow                              | Christopher J. Byrne     | 阿迪提·布倫南·卡皮爾 & Jim Danger Gray | 2019年4月28日 | 0.272                 |

## 備注資訊
1. ↑  其愛爾蘭語拼寫為，意爲狂怒，則參照愛爾蘭漢譯音表譯作希夫内。
2. ↑  低調在英文中諧音洛基。
3. ↑  斯拉夫語中字面意即「黑色的神」。
4. ↑  神話中佐爾婭實為晨星、昏星兩位守護女神，斯拉夫語中意即「黎明」「星辰」，即「夜」「黃昏」。
5. ↑  斯拉夫語中意即「晨」。實際神話中晨、昏兩星組成佐爾婭守護女神。
6. ↑  斯拉夫語中意即「午夜」，則爲「正午」，應為前者主體與後者詞尾的結合。
7. ↑  此處按的日耳曼神话原型埃阿丝特譯作埃阿丝特，以便與拼寫完全相同的復活節區分。
8. ↑  劇集標題為集合名詞，與英文中群鴉（英语：A Murder of Crows）寫作的用法類似。

## 外部連結
- Starz上《美國衆神》的官方網站（英文）
- 互联网电影数据库（IMDb）上《美國眾神》的资料（英文）
- 豆瓣电影上《美國眾神》的資料 （简体中文）